# Неји на Сени
Неји на Сени (фр. Neuilly-sur-Seine) је насељено место у Француској у Париском региону, у департману Сенски висови.
По подацима из 2006. године број становника у месту је био 61.471.

## Демографија
| 1962.  | 1968.  | 1975.  | 1982.  | 1990.  | 1999.  | 2006.  | 2011.  |
| ------ | ------ | ------ | ------ | ------ | ------ | ------ | ------ |
| 72.773 | 70.995 | 65.983 | 64.170 | 61.768 | 59.848 | 61.471 | 61.797 |

## Партнерски градови
- Виндзор
- Ханау
- Укел